# 290180 Pattiekletter
290180 Pattiekletter è un asteroide della fascia principale. Scoperto nel 2005, presenta un'orbita caratterizzata da un semiasse maggiore pari a 2,735057 UA e da un'eccentricità di 0,180193, inclinata di 9,572156° rispetto all'eclittica.
Stanti i suoi parametri orbitali, è considerato un membro della famiglia Gefion di asteroidi.